# Luronium natans
Luronium es un género monotípico de planta acuática, su única especie, Luronium natans, comúnmente conocida como llantén de agua flotante, se encuentra en canales y charcas ácidas de todo el mundo.

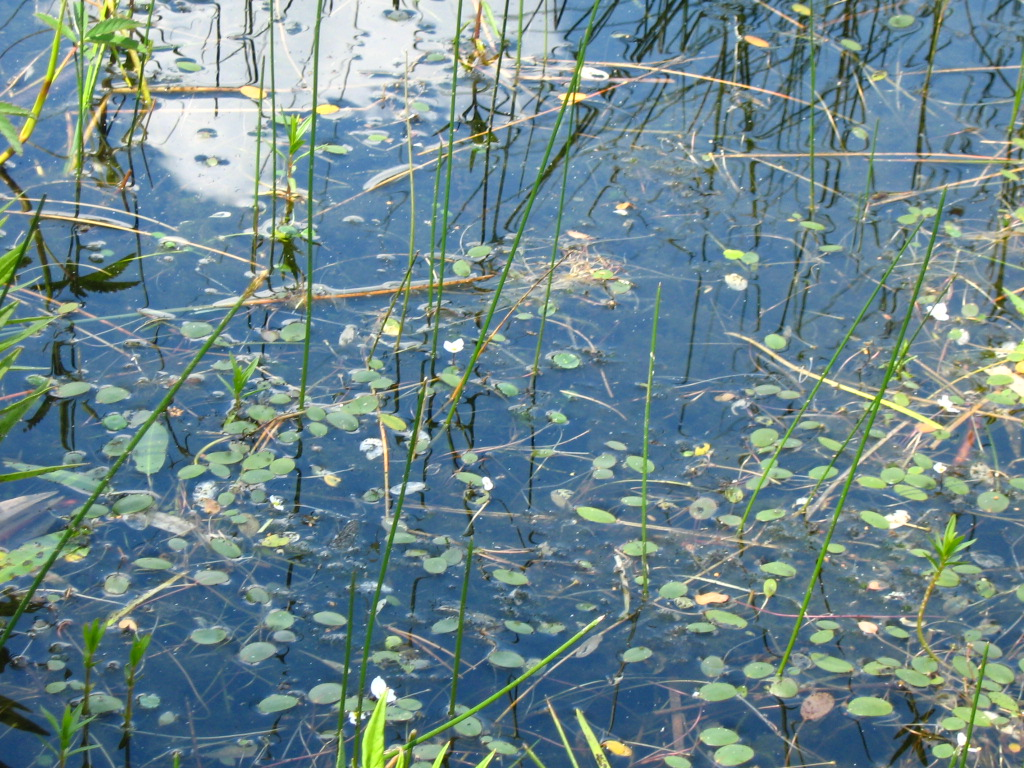
Hábitat natural.

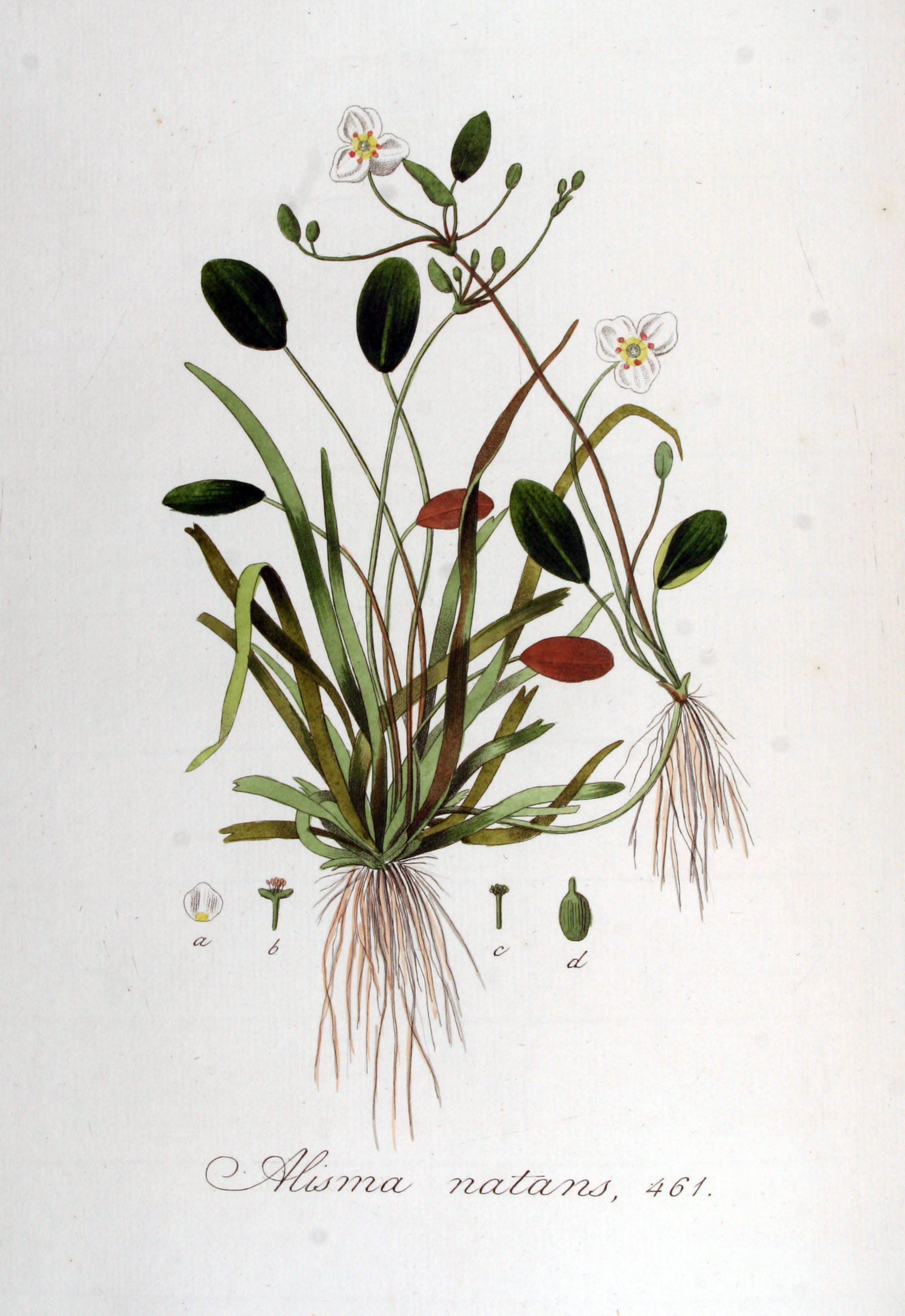
Ilustración

## Descripción
Tiene tallos alargados, levantados en el agua o arrastrándose y arraigando en los nudos. Hojas sumergidas básicas, lineales, flotantes, elípticas a ovadas. Flores hermafroditas con largo pedúnculo axilar en las hojas flotantes. Tienen 6 estambres y 6-15 carpelos. Los frutos son aquenios.

## Taxonomía
Luronium natans fue descrita por  Constantine Samuel Rafinesque-Schmaltz, y publicado en Autik. Bot. 63 1840.
Sinónimos
Luronium natans tiene los siguientes sinónimos:
- Alisma natans L. (1753).
- Echinodorus natans (L.) Engelm. in P.F.A.Ascherson (1864).
- Elisma natans (L.) Buchenau (1869).
- Nectalisma natans (L.) Fourr. (1869).
- Alisma diversifolium Gilib. (1782), opus utique oppr.
- Alisma natans var. sparganiifolium Fr. (1843).
- Echinodorus natans var. repens Rchb. (1845).
- Elisma natans subvar. parvulum Asch. & Graebn. (1897).
- Elisma natans subvar. plantaginifolium Asch. & Graebn. (1897).
- Elisma natans var. repens (Rchb.) Asch. & Graebn. (1897).
- Elisma natans var. sparganiifolium (Fr.) Asch. & Graebn. (1897).
- Echinodorus natans subvar. parvulus Asch. & Graebn. (1898).
- Echinodorus natans subvar. plantaginifolius Asch. & Graebn. (1898).
- Echinodorus natans f. repens Asch. & Graebn. (1898).
- Elisma natans f. fluitans Buchenau in H.G.A.Engler (ed.) (1903).
- Elisma natans f. repens Buchenau in H.G.A.Engler (ed.) (1903).
- Elisma natans f. sparganiifolium (Fr.) Glück (1906).
- Elisma natans f. terrestris Glück (1906).
- Elisma natans var. terrestre (Glück) Hegi (1907).[3]

## Nombre común

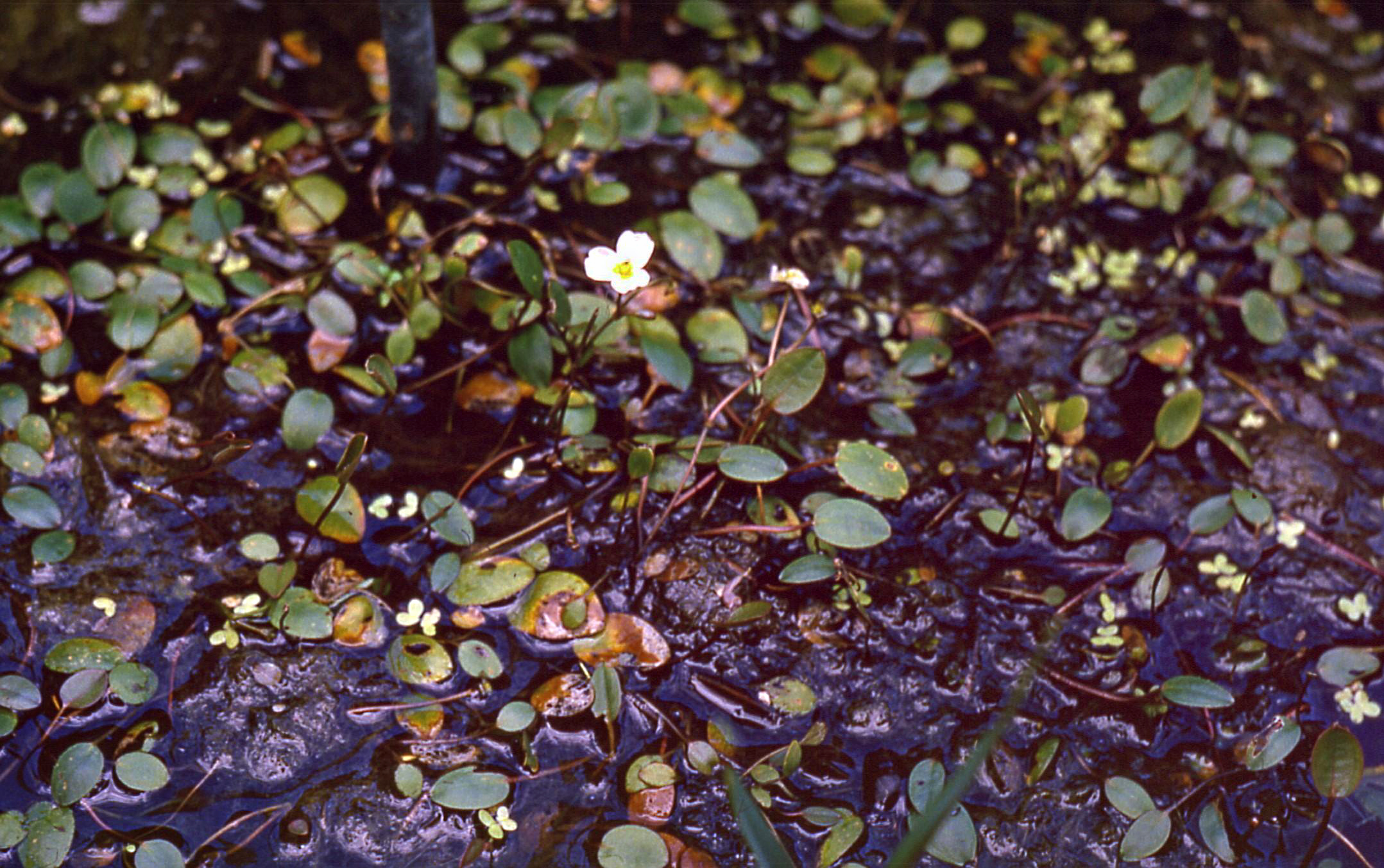
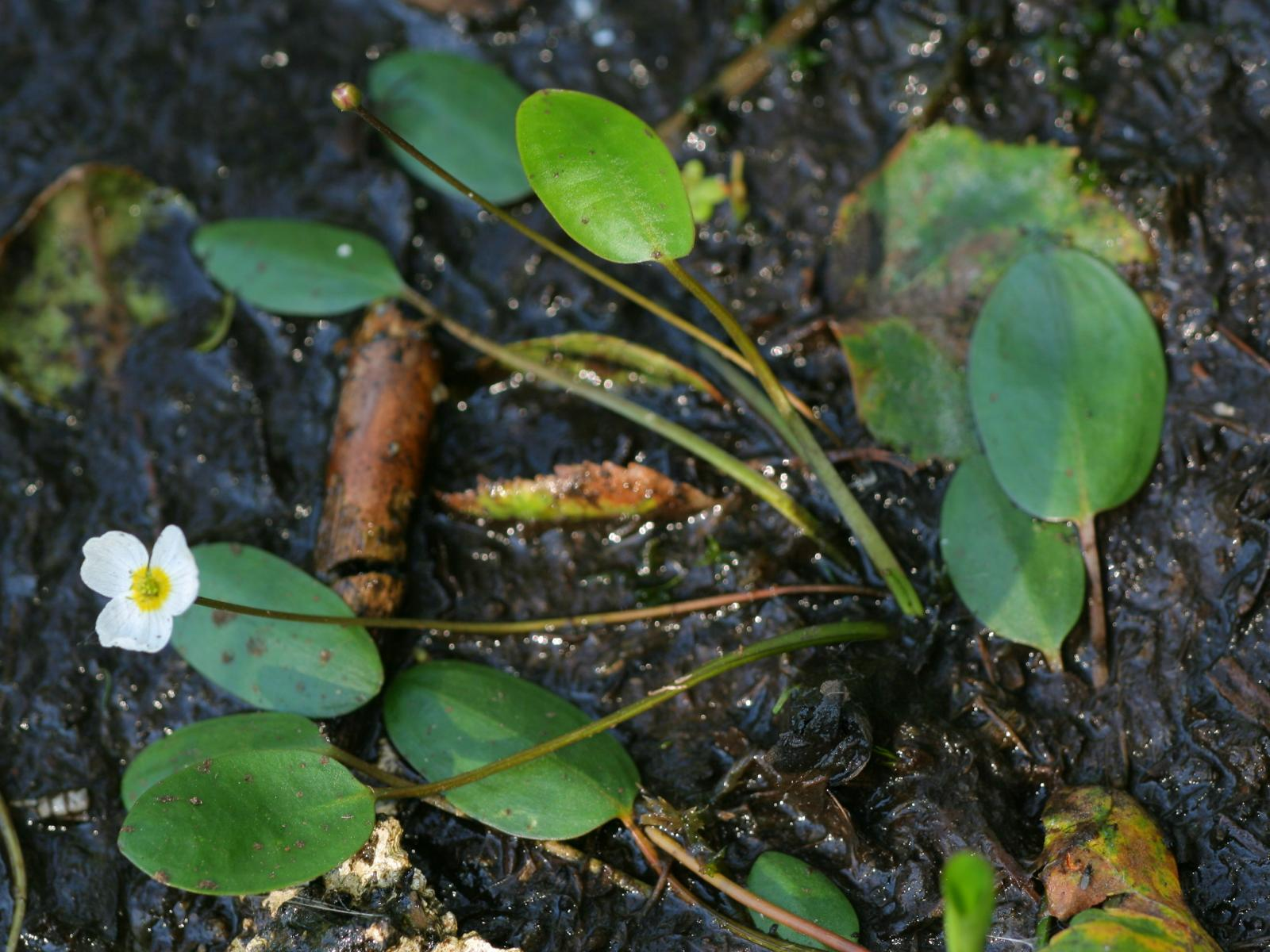
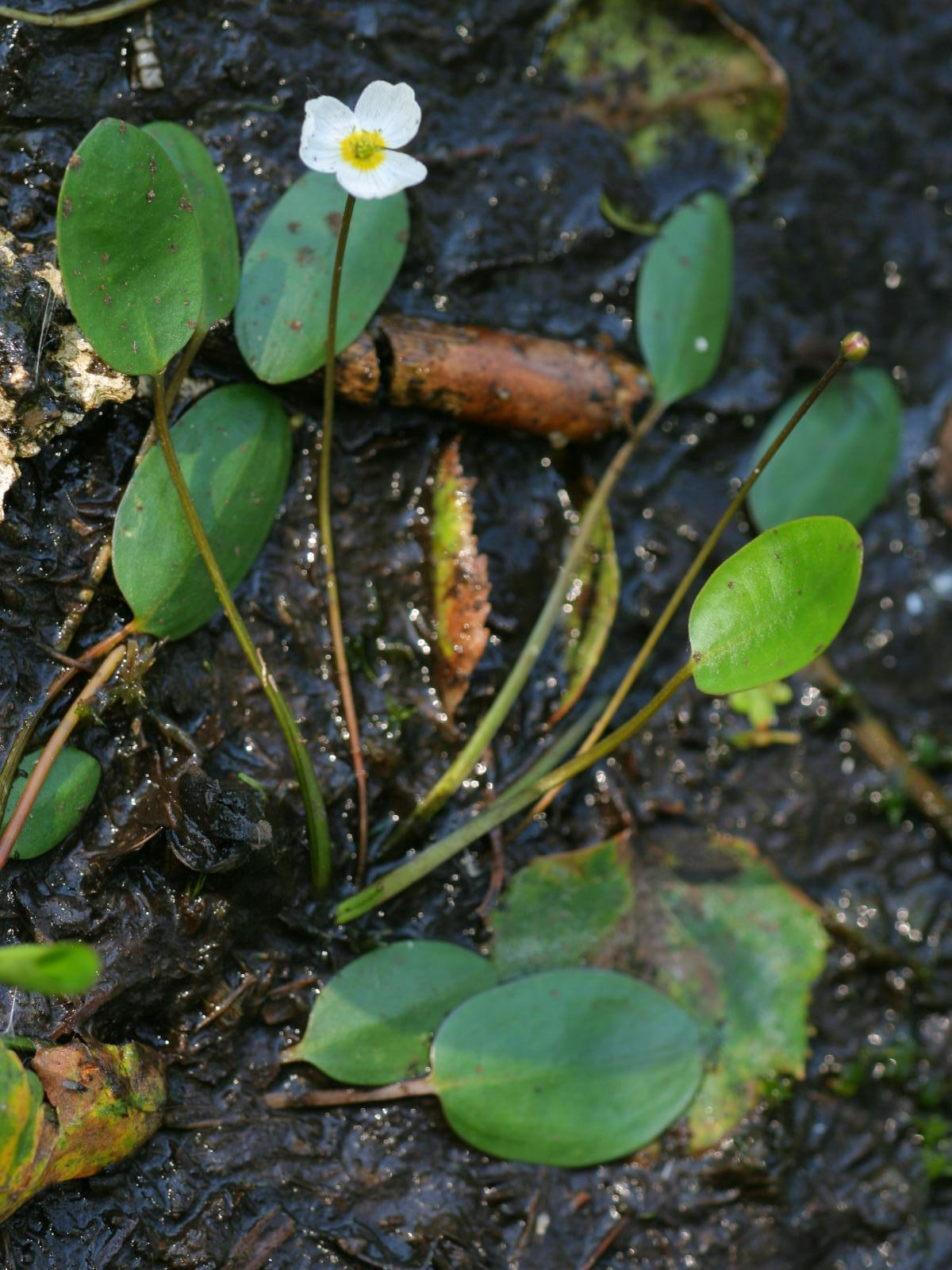
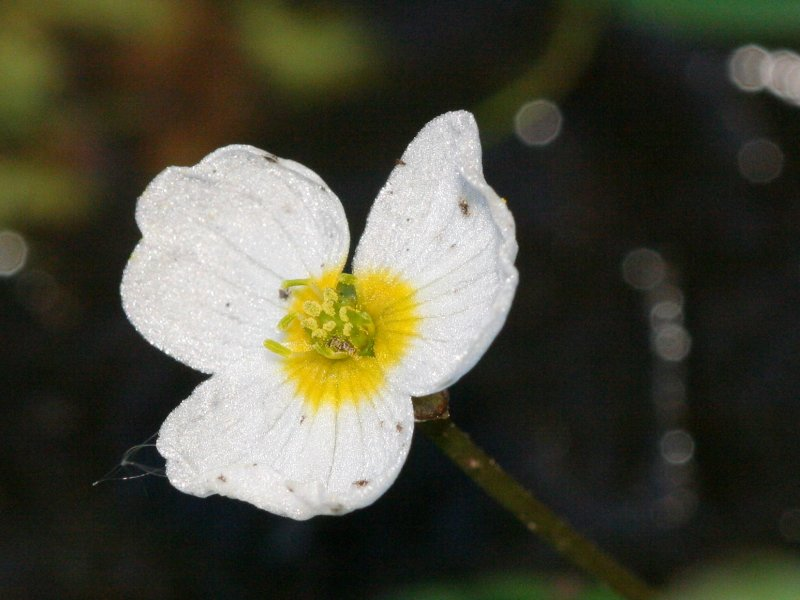
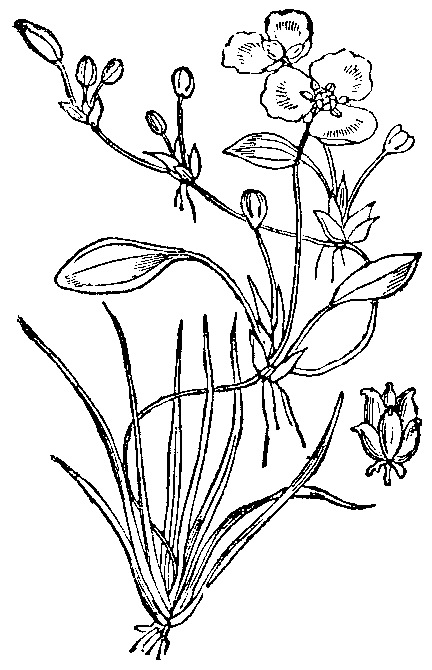

- Castellano: alisma flotante.[4]